# Platyderides vietnamicus
Platyderides vietnamicus är en skalbaggsart som beskrevs av Cervenka 1995. Platyderides vietnamicus ingår i släktet Platyderides och familjen Aphodiidae. Inga underarter finns listade i Catalogue of Life.